# 주광덕
주광덕(朱光德, 1960년 7월 26일~)은 대한민국의 검사 출신 정치인으로, 제9대 남양주시장이다. 제18·20대 국회의원과 대통령비서실 정무비서관을 역임하였다.

## 학력
- 내양국민학교 졸업
- 퇴계원중학교 졸업
- 강원대학교 사범대학 부설고등학교 졸업
- 고려대학교 법과대학 법학 학사

## 경력
- 제32회 사법시험 합격
- 제23기 사법연수원 수료
- 1994.03~1998.02:서울동부지방검찰청 검사
- 1998.04~2004.04:광주지검 해남지청 및 의정부지검 검사
- 2004.05~2008.04:남양주시 고문변호사
- 법무법인 나은 대표 변호사
- 2006.04~2008.06: 한나라당 직능특별위원회 부위원장
- 2008.05~2012.05: 제18대 국회의원
- 2008.06~2012.05: 한나라당 법률지원단장
- 새누리당 대표특보
- 새누리당 초선의원모임 민본21 간사
- 새누리당 법률지원단장
- 독도영토수호대책 특별위원회
- 새누리당 서민정책특위 서민의료대책위원장
- 새누리당 미디어산업경쟁력강화특별위원회
- 새누리당 경기도당 국민통합위원장
- 새누리당 구리시당협운영위원장
- 새누리당 서민행복 추진본부 위원
- 새누리당 공천개혁특별위원회
- 새누리당 인권위원회 부위원장
- 2011.11~2012.05: 새누리당 비상대책 위원
- 2013.09~2014.06: 대통령비서실 정무수석실 정무비서관
- 2017.12: 자유한국당 사법개혁추진단장
- 2017.12: 자유한국당 원내전략상황실장
- 2017.12: 자유한국당 개헌특별위원회 위원장
- 자유한국당 경기도당위원장 부위원장
- 자유한국당 경기도당위원장 직무대행
- 자유한국당 경기도당 고문
- 2018.02~2018.06: 자유한국당 경기도당위원장
- 2018.03~2018.05: 6.13지방선거 자유한국당 경기도당 공천관리위원장
- 자유한국당 남경필 경기도지사 후보 선대본부 총괄본부장
- 2018.12~2019.02: 자유한국당 국가미래비전특위 위원
- 2018.12: 자유한국당 경기도당 남양주(병) 당협위원장
- 2018.12 자유한국당 정책위원회 부의장
- 2019.12: 자유한국당 전략기획본부장
- 2019.12: 자유한국당 울산시장 불법선거 개입의혹 진상조사특별위원회 위원장
- 2020.09: 국민의힘 경기도당 남양주(병) 당협위원장
- 2021.08~2021.11: 국민의힘 윤석열 제20대 대통령 선거 예비후보 국민캠프 조직본부 특보단 상임전락특보
- 2021.09~2021.11: 국민의힘 윤석열 제20대 대통령 선거 예비후보 국민캠프 정치공작진상규명특별위원회 부위원장
- 2021.09~2021.11: 국민의힘 윤석열 제20대 대통령 선거 예비후보 국민캠프 지역본부 권역별 선거대책위원회 경기도 선거대책위원장
- 2021.12~2022.01: 국민의힘 살리는 선거대책위원회 총괄특보단 상임전략특보
- 국민의힘 경기도 살리는 선거대책위원회 선거대책위원장단 총괄선거대책위원장
- 2022.01~2022.03: 국민의힘 제20대 대통령 선거 윤석열 대통령 후보 직속 총괄특보단 상임전략특보
- 2022.02~2022.03: 국민의힘 공명선거·안심투표 추진위원회 위원
- 2022.07~: 제9대 민선 8기 경기도 남양주시장(초선)
- 국민의힘 경기도당 고문
- 2023.12~: 남양주FC 구단주
- 2024.11~: 경기도시장군수협의회 후반기 회장 겸 대한민국시장·군수·구청장협의회 지역공동회장

## 의정활동
- 경기도 남양주시 고문변호사
- 2008.05~2012.05: 제18대 국회의원(경기 구리시)
- 한나라당 법률지원단장
- 2012.02~2012.05: 새누리당 비상대책위원
- 국회 교육과학기술위원회·예산결산특별위원회 위원
- 18대 국회 후반기 교육과학기술위원회 위원
- 한나라당 초선의원들의 모임 '민본 21' 소속 회원
- 국회 운영위원회 위원
- 국회 법제사법위원회 위원
- 2013.09~2014.06: 대통령비서실 정무수석실 정무비서관
- 2016.05~2020.05: 제20대 국회의원(경기 남양주시 병)
- 2016.06 : 국회 연구모임 Agenda 2050 정회원
- 2016.06~2018.05: 제20대 국회 전반기 법제사법위원회 위원
- 2016.07~2018.05: 제20대 국회 전반기 예산결산특별위원회 간사
- 2018.01~2018.06: 제20대 국회 헌법개정 및 정치개혁 특별위원회 간사
- 2018.07~2020.05: 제20대 국회 후반기 법제사법위원회 위원
- 2019.07~2020.05: 제20대 국회 예산결산특별위원회 위원

## 지역활동 및 사회경력
- 남양주시 고문변호사(전)
- 100인 변호인단 변호사(전)
- 한마음봉사회 명예회장(전)
- 대건봉사회 법률자문위원(전)
- 한경21연대 법률고문(전)
- 화랑로타리회원(전)
- 상록수포럼 공동대표(전)
- (사)원진산업재해협회 법류자문위원(전)
- 대한적십자사 특별회원(전)
- 한국공인중개사협회 경기북부지부 법률고문(전)
- (사)대한제과협회 남양주구리시지부 법률자문위원(전)
- 남양운수 노동조합 법률자문위원(전)
- 폴리스타임즈 인터넷신문 법률고문(전)

## 사건

### 성폭력 허위주장'으로 3500만원 배상책임
2017년 법무부 장관 후보자로 올랐던 안경환 서울대 명예교수의 아들이 고교 재학 당시 성폭력 사건으로 징계를 받은 의혹이 있지만 학교생활기록부에 기재되지 않아 서울대에 부정 입학했다고 기자회견을 연 내용과 관련하여 3500만원을 배상하라는 법원의 판결이 선고되었다. 법원은 '안씨가 성폭력을 저질렀다고 믿을 만한 이유가 있었다'는 주광덕 의원 등의 주장에 대해선 "사실 확인을 하지 않고 안씨가 성폭행을 했다고 단정했다"며 반박했다.

## 역대 선거 결과
|  | 11.28% |

|  | 48.70% |

|  | 46.80% |

|  | 42.48% |

|  | 47.08% |

|  | 53.44% |

## 소속 정당
| 소속 정당 | 소속 정당    | 소속 기간 | 비고      |
| --------- | ------------ | --------- | --------- |
|           | 새천년민주당 | 2004~2005 | 정계 입문 |
|           | 무소속       | 2005~2006 | 탈당      |
|           | 한나라당     | 2006~2012 | 입당      |
|           | 새누리당     | 2012~2013 | 당명 변경 |
|           | 무소속       | 2013~2014 | 탈당      |
|           | 새누리당     | 2014~2017 | 복당      |
|           | 자유한국당   | 2017~2020 | 당명 변경 |
|           | 미래통합당   | 2020      | 합당      |
|           | 국민의힘     | 2020~현재 | 당명 변경 |

## 같이 보기
- 구리시 (선거구)
- 구리시의 국회의원
- 남양주시 병
- 남양주시의 국회의원
- 남양주시장